# Kupasta ćelija
Kupaste ćelije (čepići) su fotoreceptorske ćelije mrežnjače oka koje su odgovorne za percepciju boja. One najbolje funkcionišu pri relativno jakom osveljenju, za razliku od štapićastih ćelija koje su efikasnije pri slabom svetlu. Kupaste ćelije su gusto pakovane u centru, i njihov broj se brzo umanjuje idući ka periferiji mrežnjače. Ljudska mrežnjača sadrži u proseku 4,5 miliona kupastih ćelija i 90 miliona štapičastih ćelija.
Kupaste ćelije imaju sposobnost percepcije finih detalja i brzih promena slike. Njihova vremena responsa na stimuluse su kraća od štapića. Čovek ima trihromatski vid. To je omogućeno prisustvom tri tipa čepića sa različitim fotopsinima, koji imaju različite respons krive i odgovaraju na boje na različite načine. Poznato je da deo populacije ima četiri ili više tipova čepiča. Uništavanje konusnih ćelija usled bolesti dovodi do slepila.

## Spoljašnje veze
- Kupaste ćelije
- Fotoreceptori